# Kasel-Golzig
Kasel-Golzig là một đô thị thuộc huyện Dahme-Spreewald, bang Brandenburg, Đức. Đô thị Kasel-Golzig có diện tích 34,25 km², dân số thời điểm 31 tháng 12 năm 2006 là 772 người.